# Quillacollo (provins)

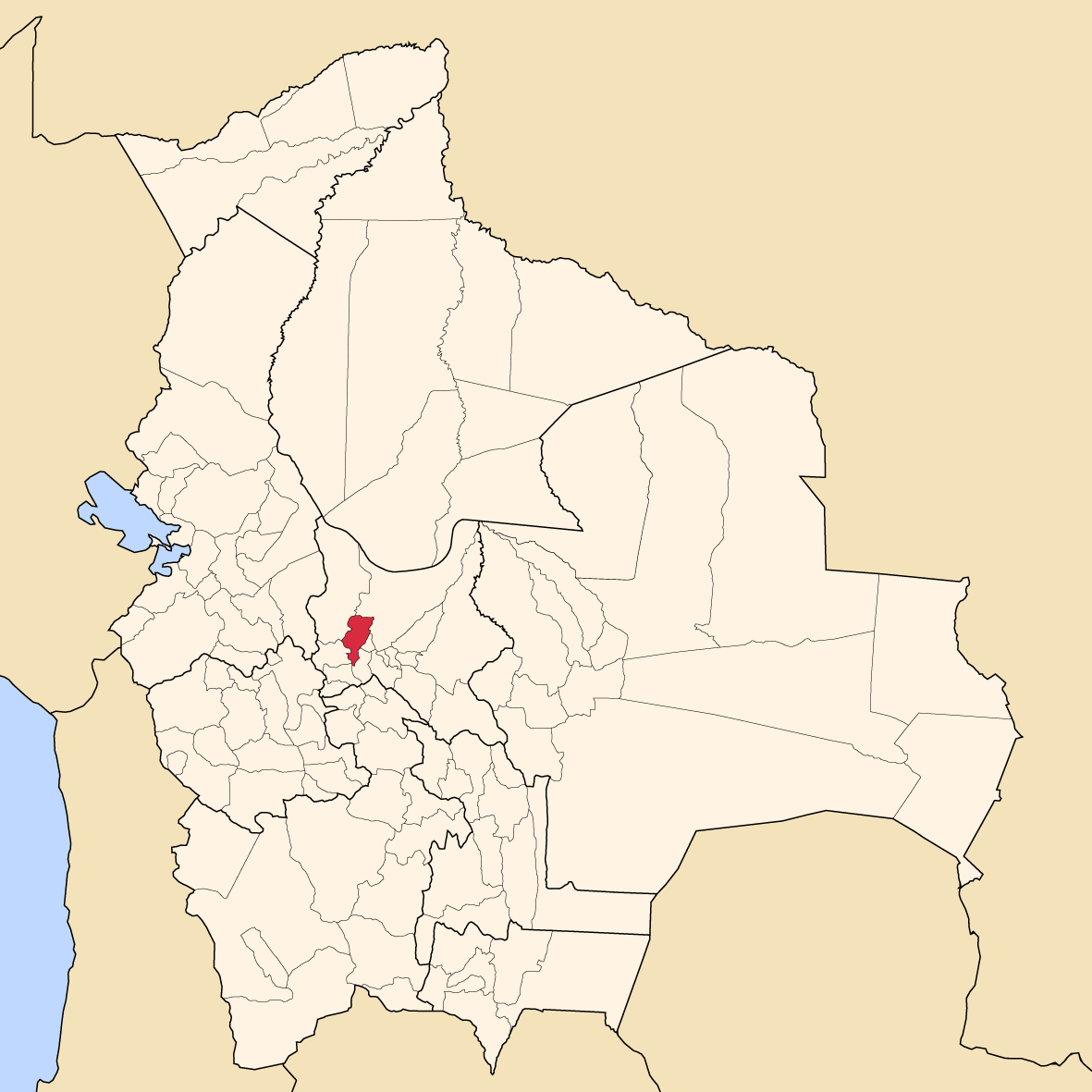
Provinsens läge i Bolivia

Quillacollo är en provins i departementet Cochabamba i Bolivia. Den administrativa huvudorten är Quillacollo.
Provinsen består av fem kommuner: 
| Nr | Kommun      | Invånare (2001) | Huvudort    | Invånare (2001) |
| -- | ----------- | --------------- | ----------- | --------------- |
| 1  | Quillacollo | 104 206         | Quillacollo | 74 980          |
| 2  | Sipe Sipe   | 31 337          | Sipe Sipe   | 3 134           |
| 3  | Tiquipaya   | 37 791          | Tiquipaya   | 26 732          |
| 4  | Vinto       | 31 489          | Vinto       | 14 180          |
| 5  | Colcapirhua | 41 980          | Colcapirhua | 41 637          |